# Manoir de Kuokkala
Le manoir de Kuokkala (finnois : Kuokkalan kartano) est un manoir du quartier d'Hämeenlahti à Jyväskylä en Finlande.

## Présentation
L'édifice en pierre, de style Art nouveau, est conçu par l'architecte Wivi Lönn pour Julius Johnson et achevée en 1904.
Le manoir est situé dans les bassins versants de l'Äijälänjoki et du Päijänne.
Le conseiller commercial Julius Johnson était propriétaire de la scierie de Kuokkala, à côté de laquelle il a construit la maison d'habitation pour sa famille. 
Le manoir est à l'origine un bâtiment résidentiel, mais en 1948–1967 il sert de maternité 
de l'hôpital de la municipalité rurale de Jyväskylä. 
La Fondation Kauko Sorjonen acquiert la maison en 1998 avant de la restaurer.
Avec sa cour, c'est l'un des environnements culturels construits les plus historiquement précieux de la Finlande centrale.